# Колотилова, Антонина Яковлевна
Антонина Яковлевна Колоти́лова (урождённая — Шерсткова; 1890—1962) — советская певица, основатель и художественный руководитель Государственного академического Северного русского народного хора (ГАСРНХ). Народная артистка РСФСР (1960). Лауреат Сталинской премии второй степени (1949).

## Краткая биография
Антонина Яковлевна родилась 4 апреля 1890 года в д. Жилино Плесовской волости Никольского уезда Вологодской губернии в семье Шерсковых Якова Ивановича и Ирмы Леопольдовны (Варгенау).
В 1909 году — с отличием окончила Великоустюгскую женскую гимназию.
В 1914 году Антонина Яковлевна выходит замуж за нотариуса В. В. Колотилова и поселяется в Никольске. Работает учительницей в народной школе.
В 1919 году супруги Колотиловы переезжают в Великий Устюг. Здесь Антонина Яковлевна организовывает самодеятельный женский ансамбль.
С 1923 года Колотилова работает штатной певицей на Великоустюгской широковещательной радиостанции, но своих занятий с хором не прекращает.
8 марта 1926 года созданный Колотиловой небольшой самодеятельный коллектив впервые публично выступает в Доме работников просвещения, и этот день становится днём рождения Северного русского народного хора.
В 1931 году Колотилова вместе с несколькими певицами ансамбля переезжает в Архангельск.
1936—1937 гг. отмечены участием коллектива во всесоюзных радиофестивалях. Выступления в эфире приносят Северному хору известность далеко за пределами Архангельской области.
В 1938 г. хор переходит в ведение Северной государственной филармонии.
С мая 1940 года в хоре стали проводиться систематические учебные занятия, а 28 декабря 1940 г. в зале филармонии состоялось первое выступление Северного русского народного хора в статусе профессионального коллектива. В хор были приглашены хормейстер, балетмейстер и преподаватель вокала.
1949 год — А. Я. Колотиловой присуждена Сталинская премия 2-й степени за концертные программы Северного хора 1948 года.
1960 год — присвоено почётное звание «Народный артист РСФСР».
6 июля 1962 года Антонины Яковлевны не стало. Похоронена в Архангельске на Кузнечевском кладбище (могила объявлена объектом культурного наследия).

## Биография
Антонина Яковлевна Колотилова (Шерскова) родилась в 1890 году в деревне Жилино, недалеко от старинного города Великий Устюг. Родилась она в семье служащего Якова Ивановича Шерсткова. В многодетной семье Шерсковых (12 детей) большое внимание уделялось музыке, и Антонина Яковлевна ещё с юных лет проявляла незаурядные способности в исполнении народных песен. Надо сказать, что в развитии песенного таланта во многом помогала мама, Ирма Леопольдовна, немка по национальности. Именно она, сама большая любительница народных песен, первая заметила в своей дочери недюжинные способности.
В 1909 году Колотилова с отличием окончила Великоустюгскую женскую гимназию и уехала учительствовать в сельскую школу в деревню Пелягинец Никольского уезда Вологодской губернии. Именно в этой деревне Антонина Колотилова начала проявлять уже профессиональный интерес к фольклору. Она всегда с интересом наблюдала северные обряды, слушала песни, сама училась причитать, величать, усвоила манеру движения девушек и женщин в хороводах, кадрилях, поклонах.
Колотилова, рождённая и выросшая на Севере России, глубоко любила свой родной край, особенно — раздолье заливных лугов в пору цветения трав. Она метко стреляла из ружья, но никогда не убивала дичь, хорошо ездила верхом и, купив себе лошадь, с удовольствием ухаживала за ней.
В 1914 году Антонина Яковлевна выходит замуж и переезжает в Никольск. Там она работает учительницей в народной школе и продолжает собирать и записывать местные песни, сказы, частушки. Врождённое артистическое дарование помогло молодой девушке легко осваивать культуру и манеру исполнения.
Через 5 лет Колотиловы переезжают в Великий Устюг. Именно в этом старинном русском городе начинается история Северного хора.
Здесь Антонина Яковлевна организовывает самодеятельный женский ансамбль, который выступает в клубах, а чуть позже и на открывшейся в городе широковещательной радиостанции. Надо сказать, что первые участники коллектива были в основном домохозяйки. Они запросто приходили к ней на квартиру, устраивали коллективные спевки, изучали заинтересовавшие их песни. Слушатели с одобрением встретили концерты молодых хористок, а выступления по радио сделали группу очень популярной. В самодеятельном хоре Колотиловой в то время насчитывалось около 15 человек.
Антонина Яковлевна всегда мечтала стать профессиональной певицей, но учиться в консерватории в то время возможности не было. Поэтому Колотилова очень часто ездит в Москву, Ленинград и Вологду, где занимается вокалом с профессиональными педагогами. Благодаря этим урокам Антонина Яковлевна достигает особенных успехов в вокальном мастерстве. Это подтверждается тем, что когда в родной город приезжали артисты оперных театров и ставились сцены из опер «Иван Сусанин», «Пиковая дама», «Русалка», «Кармен», Колотиловой отводились в них главные партии.
В 1922 году в Москве на студии звукозаписи Антонина Яковлевна знакомится с Митрофаном Пятницким. Именно эта встреча стала знаковой для Колотиловой. Знакомство с творчеством хора Пятницкого послужило толчком к созданию собственного народного хора северных песен.
8 марта 1926 года небольшой самодеятельный коллектив Колотиловой впервые публично выступил в Доме работников просвещения. Этот день стал днём рождения Северного русского народного хора.
В коллективе тогда насчитывалось всего 12 певиц. Костюмами служили наряды мам и бабушек — настоящие крестьянские сарафаны и блузы. Первыми гармонистами были братья Тряпицыны Борис и Дмитрий, а также младший брат Антонины Яковлевны Валерий Шерсков. Партии на репетициях разучивали с голоса художественного руководителя. Антонина Яковлевна не только показывала, как нужно петь, но и как необходимо правильно двигаться, кланяться и держать себя на сцене.
Вновь созданный хор всегда тепло встречали на предприятиях города, в учебных заведениях, окрестных деревнях. Статус любительского коллектива не мешал Колотиловой работать серьёзно, бережно относясь к северной песне и точно воспроизводя манеру её исполнения! Этим требованиям она никогда не изменяла и в дальнейшем. В первые годы хор исполнял в основном старинные народные песни, которые певицы — бывшие крестьянки, коренные жительницы Севера — знали с детства, владели не только исполнительскими навыками, но и народной импровизационной манерой.
Однако простая череда песен в концерте уже не устраивала руководителя хора. Колотилова задумывает постановку северной свадьбы, пишет сценарий, подбирает исполнителей, терпеливо работает с ними. 19 апреля 1928 года в клубе «Труд и отдых» Великого Устюга впервые была исполнена композиция «Русская деревня по песням» — музыкальная мозаика в трех картинах: "Разлучают (сватанье), «Свадьба» (проводы невесты), «От свекровушки к новой жизни». Северная крестьянская свадьба со всем её сложным ритуалом пришла к зрителям со сцены, с интересом была воспринята ими, особенно теми, кто вырос в деревне, наблюдал этот обряд или участвовал в нём.
Будучи художественным руководителем Северного хора в течение 35 лет, Антонина Яковлевна заботилась о близости репертуара хора к живому, почвенному бытованию песни в деревне. Недаром её хор долгие годы считался самым этнографически достоверным, последовательным в своей творческой линии, сберегающим традиции северной песни, а певцов Северного хора всегда отличало умение проникнуть в глубину музыкального образа и воплотить его в неповторимой красоте.
В 1931 году радиостанцию из Великого Устюга перевели в Архангельск, и Колотилова, состоявшая в штате станции, переехала туда. С нею отправилось несколько великоустюгских певиц. Антонина Яковлевна без промедления организует хор уже в большем масштабе, как по числу участников, так и по объёму репертуара. В концертные программы входят песни Пинежья, Северного Поморья, разнообразятся пляски и бытовые сцены. Богатейший музыкальный материал Колотилова собирает сама во время поездок по различным районам Архангельской области. Одновременно приобретались костюмы для участников хора.
Наряду с устюгскими певицами, первый состав хора в Архангельске пополнили исполнительницы из Холмогор, Шенкурска, Лешуконья и Каргополя. Семья Серебрянниковых из Пинежья принесла с собою свыше трёхсот песен, старинных хороводов и древнейших скоморошьих прибауток.
К первым выступлениям по Архангельскому радио хор готовился особенно тщательно: от них во многом зависело будущее коллектива. В день премьеры участницы с волнением исполнили четыре старинные лирические песни. Успех превзошёл все ожидания. Выступление самодеятельного хора стало откровением для современников. Во многих районах Архангельской области появляются аналогичные коллективы, и Колотилова помогает им, прослушивая репертуар и консультируя руководителей.
В 1935 году, путешествуя по Поморью во время своего трудового отпуска, Антонина Яковлевна встретилась с Марфой Семеновной Крюковой — известной сказительницей. Колотилова добилась, чтобы Крюкова участвовала в первом Всесоюзном радиофестивале (1936). В дальнейшем Марфа Крюкова ездила вместе с Северным хором в Москву, где вместе с Антониной Яковлевной работала над первыми сказами.
28 декабря 1940 года в зале филармонии состоялось первое выступление Северного русского народного хора в статусе профессионального коллектива. В хор были приглашены хормейстер, балетмейстер и преподаватель вокала. Вместе с этими специалистами Антонина Яковлевна делала первые шаги на пути профессиональной концертной интерпретации северного фольклора.
Весной 1941 года Северный хор успешно выступил в Москве в концертном зале имени П. И. Чайковского. Вернувшись домой, коллектив начал гастроли по Архангельской области, в частности водным маршрутом по Северной Двине. На этом пути его и настигло известие о начале войны. Грозные годы стали временем больших испытаний и вместе с тем огромного творческого подъёма для руководителя хора и всех его участников.
Коллектив много концертировал. Передвигались в теплушках, жили впроголодь, недосыпали, то и дело спасались от бомбёжек. Выезжали на Северный флот, в Мурманск, Заполярье, на Карело-Финский фронт, на Урал. В 1944 году уезжали на полгода на Дальний Восток.
В Мурманске во время концерта в Доме офицеров, изрешечённом снарядами здании, рядом неожиданно разорвалась бомба. С шумом посыпалась штукатурка, на сцену полетели обломки. Но артисты не дрогнули, озорная песня «Как комар-то на мухе сватовался» летела в зал. Антонина Яковлевна Колотилова всегда была вместе с певцами во всех концертных поездках.
До 1960 года Антонина Яковлевна оставалась художественным руководителем коллектива. Композитор П. Ф. Кольцов и хормейстер В. А. Поликин по её просьбе записали весь репертуар хора.
Антонина Яковлевна застала и первые зарубежные триумфы своего детища. В 1959 году хор выезжал на гастроли в Польшу и Болгарию, в 1961-м — в Чехословакию. В сентябре-октябре 1961 года Северный хор выступал на Фестивале балета, проводившемся в связи с советской выставкой в Париже. Обществом «Песни мира» была выпущена долгоиграющая пластинка с записью хора. Парижане называли архангельских певцов «чудесным артистическим ансамблем, одним из наиболее выдающихся среди тех, которые присылались Великой страной», — так сформулировал свою оценку выступлений хора президент общества «Песни мира» Жан Руар в письме к Антонине Яковлевне.
Антонина Колотилова совместно со сказительницами и песенницами создала 100 сказов и песен. Она является автором сборника «Северные русские народные песни»
6 июля 1962 года Антонины Яковлевны не стало. Похоронена в Архангельске на Кузнечевском кладбище.

## Награды и премии
- Сталинская премия второй степени (1949) — за концертно-исполнительскую деятельность[2]
- народная артистка РСФСР (1960)

## Память
Мемориальная доска А. Я. Колотиловой уствновлена на д. 2 по улице Попова в Архангельске